# Стая с изглед
„Стая с изглед“ (на английски: A Room with a View) е британски игрален филм — драматичен романс, излязъл по екраните през 1985 година, режисиран от Джеймс Айвъри с участието на Маги Смит, Хелена Бонъм Картър, Денхолм Елиът, Джуди Денч и Дениъл Дей-Люис в главните роли. Сценарият, написан от Рут Правер Джхабвала, е базиран на едноименната новела от английския писател Е. М. Форстър.
Произведението представя житейската дилема на една английска девойка на прага на 20 век. Луси посещава люлката на европейския Ренесанс - Флоренция, заедно с много по-възрастната си роднина и настойник Шарлот (Маги Смит). Тук, младата жена среща множество от интересни хора със свободен любознателен дух. Ще промени ли това, нейното отношение към праволинейния ѝ годеник Сесил Вайс и нравите в провинциална Англия.
„Стая с изглед“ е сред основните заглавия на 59-ата церемония по връчване на наградите „Оскар“, където е номиниран за отличието в 8 категории, включително за най-добър филм, печелейки 3 статуетки в това число за най-добър адаптиран сценарий и най-добри костюми.
Произведението триумфира на наградите на БАФТА, където печели отличието за най-добър филм, а актрисите Маги Смит и Джуди Денч са удостоени с награди съответно за най-добра главна и поддържаща роли. На Маги Смит е присъден и престижният приз Златен глобус.

## В ролите
| Актьор              | Роля                           |
| ------------------- | ------------------------------ |
| Хелена Бонъм Картър | Луси Хъничърч                  |
| Маги Смит           | Шарлот Бартлет                 |
| Денъм Елиът         | Г-н Емерсън                    |
| Джуди Денч          | Елеанор Лавиш, писателката     |
| Даниъл Дей-Люис     | Сесил Вайс                     |
| Джулиън Сандс       | Джордж Емерсън                 |
| Саймън Калоу        | преподобният г-н Бийб          |
| Фабия Дрейк         | мис Катрин Алън                |
| Джоан Хенли         | мис Тереза Алън                |
| Аманда Уолкър       | лондончанката                  |
| Мария Бритнева      | Г-жа Вайс, майката на Сесил    |
| Розмари Лийч        | Г-жа Хъничърч, майката на Луси |
| Рупърт Грейвс       | Фреди Хъничърч, брат на Луси   |
| Питър Селиър        | сър Хари Отуей                 |